# Colin Crouch
Colin Crouch est un sociologue et politologue britannique, né en 1944 à Isleworth, Angleterre. Il invente puis développe les concepts des post-démocratie et de "keynésianisme privé" ou "keynésianisme privatisé" dans les années 2000.

## Biographie
Colin Crouch étudie à la London School of Economics et effectue son doctorat à l'Université d'Oxford. Il commence sa carrière académique en tant que lecteur à la London School of Economics en 1969. Il enseigne ensuite à l'Université de Bath et à l'Université d'Oxford, où il est le conservateur de la Bibliothèque Bodléienne de 1995 à 2000. Il est professeur de sociologie et tient la chaire du département de science politique à l'Institut universitaire européen de Florence de 1995 à 2004. Il est professeur de management public à l'University of Warwick Business School jusqu'en 2011.

### Traductions en français
- Post-démocratie [« Post-democracy »]  (trad. de l'anglais), Bienne (Suisse)/Paris, Éditions Diaphanes, 2013, 128 p. (ISBN 978-2-88928-003-2)
- L’étrange survie du néolibéralisme [« The Strange Non-death of Neoliberalism »], Éditions Diaphanes, 2014, 220 p. (ISBN 978-2-88928-009-4)